# Cocañín
Cocañín és una parròquia del conceyu asturià de Samartín del Rei Aurelio. Allotja una població de 1046 habitants (INE, 2006) en 842 habitatges. Ocupa una extensió de 9,86 km² i està situada a 5,6 quilòmetres de la capital del concejo.
L'església està dedicada a Sant Toribi.